# Erich Murawski
Erich Murawski (* 12. August 1894 in Ahlbeck auf Usedom; † 11. Oktober 1970) war ein deutscher Journalist, Offizier und Archivar. Er war von 1930 bis 1933 Schriftleiter der Zeitschrift Pommersche Heimatpflege. Nachdem er 1934 entlassen worden war, ging er als Offizier zur Wehrmacht, wo er bis 1945 unter anderem als Presseoffizier diente und von 1939 bis 1944 Referatsleiter in der Amtsgruppe für Wehrmachtpropaganda war. Ab 1955 baute er die Abteilung Militärarchiv des Bundesarchivs auf.

## Leben
Murawski wurde 1894 in Ahlbeck auf Usedom geboren, besuchte das Schiller-Realgymnasium in Stettin und studierte anschließend an der Universität München und an der Friedrich-Wilhelms-Universität zu Berlin Geschichte, Kunstgeschichte, Literatur und Theaterwissenschaft. Im Ersten Weltkrieg diente er als Kriegsfreiwilliger von August 1914 bis Kriegsende, zuletzt als Leutnant der Reserve im Infanterie-Regiment Nr. 426 der 88. Infanterie-Division.

### Weimarer Republik
Nach dem Krieg nahm Murawski sein Studium wieder auf und wurde 1921 an der Universität Kiel mit der Dissertation Das deutsche Theater, seine Organisation und sein Publikum zum Dr. phil. promoviert.
Er arbeitete zunächst als Dramaturg am Stadttheater Essen und ab 1924 bei einem Verlag. 1927 wurde er Geschäftsführer des Grenzmarkdienstes Posen-Westpreußen, einer aus Reichsmitteln finanzierten kulturpolitischen Einrichtung.
1930 wurde Murawski Leiter der Pressestelle des Provinzialverbands Pommern in Stettin. Zu seinen Aufgaben gehörte auch die Schriftleitung der Zeitschrift Pommersche Heimatpflege, die von 1930 bis 1933 erschien.

### Zeit des Nationalsozialismus
Murawski wurde vor 1934 Angehöriger der Sturmabteilung (SA), aber nie Mitglied der NSDAP. Nach der nationalsozialistischen Machtübernahme wurde er im April 1934 auf Betreiben von Wilhelm Karpenstein, dem Gauleiter von Pommern, fristlos von seiner Stelle beim Provinzialverband Pommern entlassen.
Murawski trat daraufhin in die Wehrmacht ein. Im Mai 1934 wurde er mit dem Dienstgrad Hauptmann als Presseoffizier beim Wehrkreis II (Stettin) eingestellt. Im Oktober 1937 wurde er in das Reichskriegsministerium in Berlin versetzt; später war er im Oberkommando der Wehrmacht tätig.

#### Referatsleiter in der Amtsgruppe für Wehrmachtpropaganda
Während des Zweiten Weltkriegs leitete Murawski das Referat IIc (Radio, Wehrmachtpropagandaoffiziere) der Gruppe II (Inlandpropaganda und Truppenbetreuung) innerhalb der Abteilung für Wehrmachtpropaganda des Oberkommandos der Wehrmacht (OKW). Er hatte im April 1939 Pläne zur Einbeziehung der Propagandaoffiziere in die Propagandatruppe vorbereitet, die am 11. Mai 1939 als Richtlinien für Propagandaoffiziere Geltung erlangten und auch Anweisungen für eine Intensivierung der militärischen Komponente in der lokalen politischen Propaganda enthielten.
Der an der Gedenkstätte Yad Vashem tätige Historiker Daniel Uziel bezeichnet in seiner Dissertation zu den Propagandatruppen der Wehrmacht Murawski als „eine der Schlüsselpersonen in der Einrichtung und operativen Durchführung der Wehrmachtpropaganda“. Im Rahmen seiner Aufgaben für die Radiopropaganda und Truppenunterhaltung 1940/41, so Uziel, sei wesentlich auch jüdisches Eigentum aus Deutschland und Polen zur Finanzierung solcher Radiosendungen verwendet worden. Dabei habe Murawskis Referat WPr.IIc eng mit der Gestapo und dem Reichssicherheitshauptamt zusammengearbeitet.

#### Weitere Tätigkeiten im Zweiten Weltkrieg
Während des Westfeldzugs 1940 verlas Murawski täglich im Hörfunk die Erläuterungen zum Wehrmachtbericht. Seine Buchveröffentlichung Der Durchbruch im Westen, Chronik des holländischen, belgischen und französischen Zusammenbruchs (1940) wurde in hoher Auflage gedruckt. Er wurde bis zum Dienstgrad Oberstleutnant befördert. 1942 kommandierte er für mehrere Monate eine Propagandakompanie auf der Krim, wurde gegen Ende 1944 im Zuge einer Reorganisation der Wehrmachtpropaganda aus seiner dortigen Tätigkeit abberufen und kommandierte eine kleine militärische Einheit an der Ostfront.
Im Frühjahr 1945 geriet Murawski bei Küstrin in sowjetische Kriegsgefangenschaft. Sowjetische Richter, die herausfanden, welche propagandistische Funktionen er im OKW innegehabt hatte, verurteilten ihn 1949 zu 25 Jahren Zwangsarbeit, so dass er erst 1953 als Spätheimkehrer zurück nach Deutschland gelangte. In der Sowjetischen Besatzungszone wurden Murawskis Der Durchbruch im Westen und sein Kameraden im II. Korps (1937) auf die Liste der auszusondernden Literatur gesetzt.

### Nachkriegszeit
1955 wurde Murawski beim Bundesarchiv in Koblenz angestellt und baute dort die Abteilung Militärarchiv auf, deren erster Leiter er wurde. 1960 trat er als Oberarchivrat in den Ruhestand. In der Schriftenreihe des Bundesarchivs erschien sein Werk Der deutsche Wehrmachtbericht 1939–1945, ein Beitrag zur Untersuchung der geistigen Kriegführung (1962), das – so der damalige Direktor des Bundesarchivs Karl Bruchmann in seinem Vorwort – hauptsächlich auf einer Dokumentationsarbeit des ehemaligen Chefs der Abteilung für Wehrmachtpropaganda im OKW, Hasso von Wedel, basierte, die dieser für das Bundesarchiv zur Verfügung gestellt hatte. Als „Hauptproblem“ von Murawskis Studie sieht der Historiker Daniel Uziel „die unkritische Herangehensweise an sein Thema“ an. Murawski starb am 11. Oktober 1970.

## Schriften (Auswahl)
- Das deutsche Theater, seine Organisation und sein Publikum. 1921 (Dissertation).
- Als Herausgeber gemeinsam mit Erwin Stein: Pommern. Das Grenzland am Meer. Deutscher Kommunal-Verlag, Berlin 1931.
- Kameraden im II. Korps. 3. Auflage. Hessenland, Stettin 1937.
- Der Durchbruch im Westen, Chronik des holländischen, belgischen und französischen Zusammenbruchs. Verlag Stalling, Oldenburg 1940.
- Der deutsche Wehrmachtbericht 1939–1945. Ein Beitrag zur Untersuchung der geistigen Kriegführung. Mit einer Dokumentation der Wehrmachtberichte vom 1.7.1944 bis zum 9.5.1945. Boldt, Boppard am Rhein 1962 (Schriften des Bundesarchivs, Band 9). Digitalisat 2. Auflage
- Der Wehrkreis II. In: Baltische Studien. Band 51 N.F., 1965, ISSN 0067-3099, S. 99–114.
- Die Eroberung Pommerns durch die Rote Armee. Boldt, Boppard am Rhein 1969 (Neuausgabe unter verändertem Titel: Der Kampf um Pommern. Lindenbaum Verlag, Beltheim-Schnellbach 2010, ISBN 978-3-938176-22-1).